# 东关街道 (平凉市)
东关街道，是中华人民共和国甘肃省平凉市崆峒区下辖的一个乡镇级行政单位。

## 行政区划
东关街道下辖以下地区：
解放中路社区、解放北路社区、宝塔社区、兴合庄社区、虹光家属社区和铁路新村社区。